# Faleză
O faleză este, printre formele de relief litoral, malul înalt și abrupt al unei mări, iar prin metonimie, al unui lac, sau chiar, la Constanța, fâșia de teren amenajată artificial pentru plimbare de-a lungul falezei geografice. În geografie și geomorfologie, faleza este un povârniș cu pantă între 15 ° și verticală de înălțime variabilă, fără vegetație, creat de eroziunea marină de-a lungul unei coaste, ce se desfășoară la contactul dintre uscat și mare.

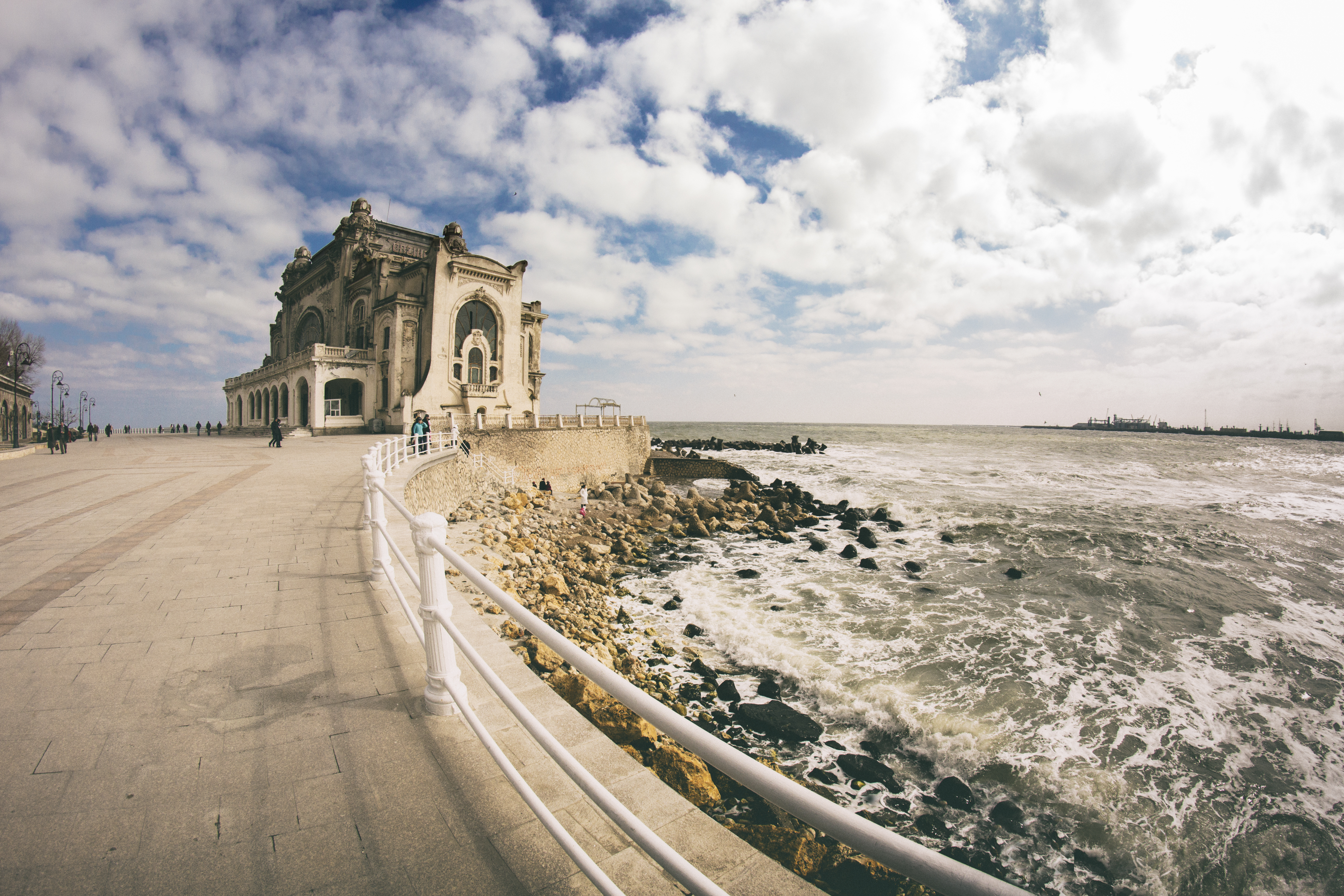
Cazinoul și faleza din Constanța.

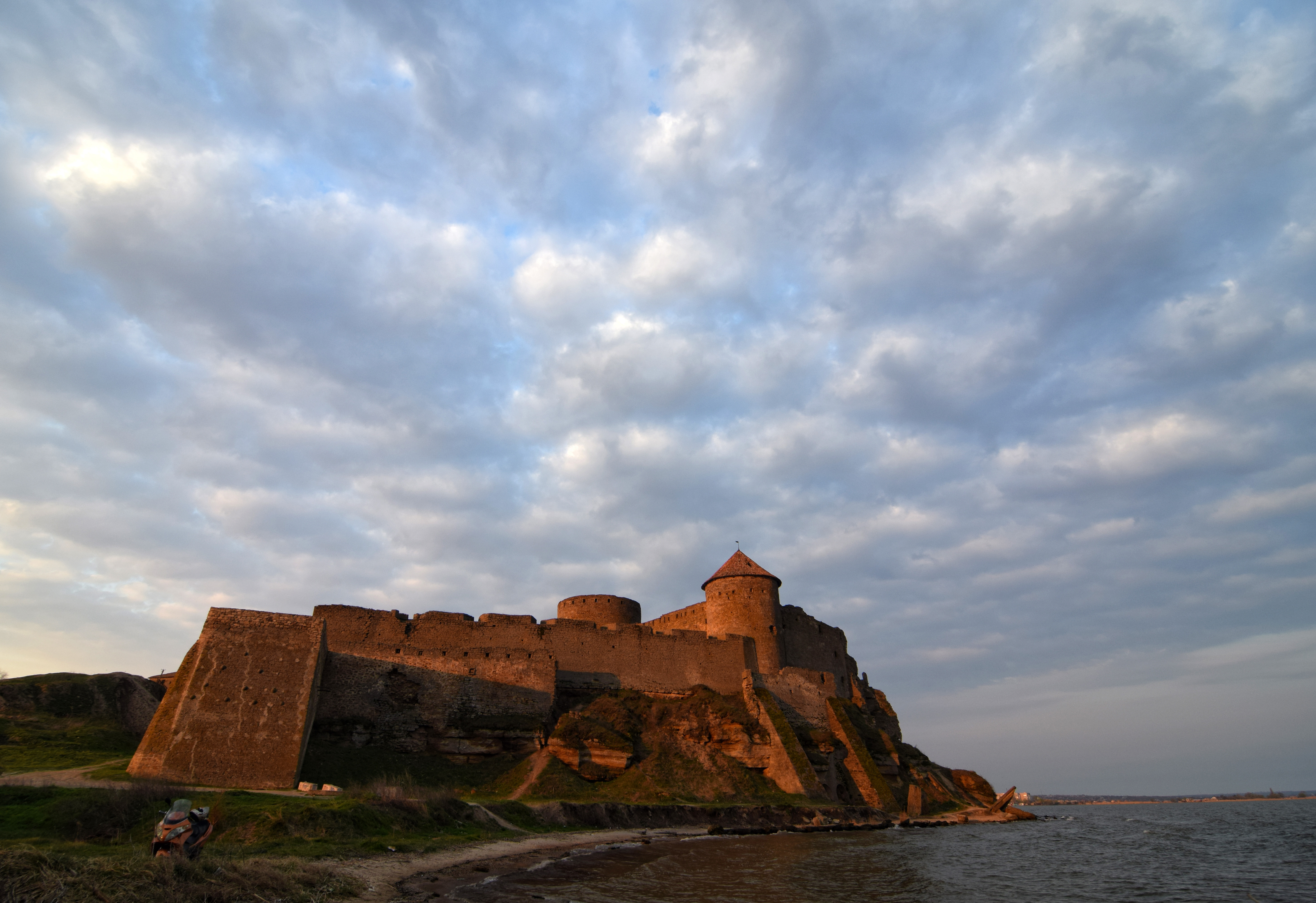
Faleza pe care este construită Cetatea Albă.

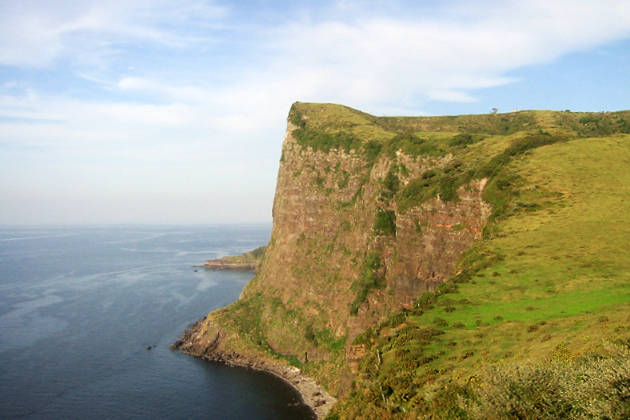
Megafaleza Matengai din insulele Oki, Japonia.

## Etimologie
Cuvântul apare în limba română în sec. XIX, provenind din franceza falaise. Cuvântul faleise apare în Roman de Brut în anul 1155. Există și formele faloise, falloise sau falise.

## Forme
De cele mai dese ori faleza este un abrupt cu o pantă cuprinsă între 40º și 90º, cu înălțimi variabile. Baza ei se poate continua submarin, printr-o suprafață puțin înclinată, numită platformă de abraziune. Faleza și suprafețele de abraziune sunt rezultatul acțiunii mecanice a mării, mai ales prin bombardarea la bază a abrupturilor cu galeții (pietrișuri rotunjite) mișcați de valuri. Aici apar firide (scobituri), care duc la prăbușirea stratelor de deasupra. Materialele prăbușite sunt înlăturate de valuri, abruptul fiind supus din nou acțiunii lor care provoacă retragerea falezei și lărgirea platformei de abraziune. Pe măsura retragerii falezei, crește lungimea pantei de abraziune, iar valurile se sparg cu timpul la o distanță tot mai mare de firidă. Abraziunea se reduce, procesul de formare a firidei încetează iar faleza nu se mai retrage.
O faleză care nu mai este în contact cu apa din cauza ridicării solului, a scăderii nivelului mării, a acumulării sedimentelor sau a unor lucrări artificiale, este denumită „faleză fosilă”. Atâta vreme cât este în contact cu apa, este o „faleză vie”. După stadiul de evoluție se pot deosebi: 
- faleze funcționale sau în retragere și
- faleze nonfuncționale. Acestea din urmă la rândul lor pot fi:

- faleze stabilizate (ajunse la echilibru) și
- faleze fosile (rămase suspendate pe continent în urma regresiunii marine).

Se mai disting:
- falezele false, adică țărmuri abrupte a căror formă nu este legată direct de acțiunea mării, ci de rocă, de structură, tectonică; între acestea, falezele tectonice apar mai evidente, fiind lipsite de platforma de abraziune.

După înălțime se disting microfalezele (înălțime decimetrică), falezele joase (sub 2 metri), medii (între 2 și 10 m), mari (10-200 m) și megafalezele (peste 200 m), cele mai înalte din lume găsindu-se în insula vulcanică Molokai din oceanul Pacific, la Kahiwa cu 660 m înălțime și la Umilehi cu 1005 m înălțime, și în oceanul Indian, în insulele Crozet, la Lesquin cu 1012 m înălțime.

## Legături externe
- „Cliff”. Encyclopedia Americana. 1920.